# Karl von Luxburg

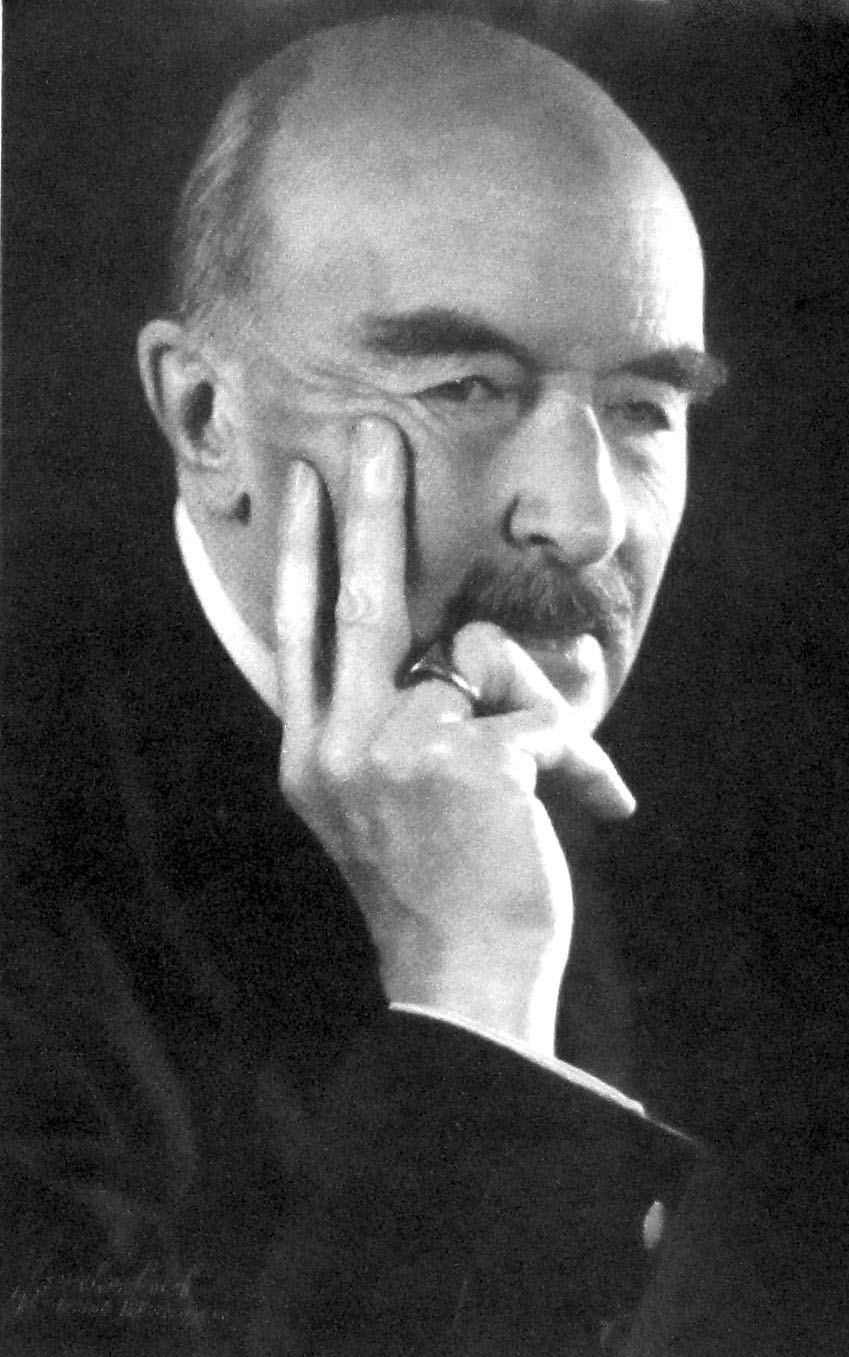
Karl Graf von Luxburg

Karl Graf von Luxburg (* 10. Mai 1872 in Würzburg; † 2. April 1956 in Ramos Mejía, Argentinien) war ein deutscher Diplomat.

## Leben
Luxburg entstammte einem ursprünglich St. Gallener Ratsgeschlecht, dessen Nachkomme Johann Friedrich Graf von Luxburg erst im 18. Jahrhundert aus Zweibrücken nach Bayern kam. Seine Eltern waren Luise Prinzessin von Schoenaich-Carolath-Beuthen und Friedrich von Luxburg.
Karl von Luxburg studierte Rechtswissenschaft und heiratete Carola Martinez de Hoz. Er war Gesandter von Wilhelm II.,  Anfang 1913 in Indien und in Argentinien während des Ersten Weltkriegs, außerdem Anfang 1911 Geschäftsträger der deutschen Gesandtschaft in China. Zu Beginn des Ersten Weltkriegs hatte er sich vergeblich Hoffnungen gemacht, an Stelle von Paul von Hintze zum Gesandten berufen zu werden.
Der Legationssekretär im Auswärtigen Amt, Rudolf Nadolny sandte im Juni 1916 Hermann Wuppermann, Arnold nach Madrid, zu Max von Ratibor und Corvey. In Seifenstücken waren Glaskolben mit Rotzbazillen und Bacillus anthracis geliefert worden. Hermann Wuppermann legte in Madrid in Glycerin Rotzbakterienkulturen an. Prinz von Ratibor meldete am 23. Juni 1916 „Kulturen sind geglückt“ nach Berlin. Helfer des Botschafters infizierten zum Export bestimmte Tiere mit den biologischen Kampfstoffen. Damit sollte verhindert werden, dass das neutrale Spanien Maultiere, Pferde und Rinder an die britischen und französischen Kriegsgegner liefert. Wuppermann reiste weiter nach Argentinien. In Buenos Aires weigerte sich Karl Graf von Luxburg, den Befehl zum Einsatz der biologischen Kampfstoffe auszuführen, und verbrannte ihn.
In Deutschland wurde er nach dem Zusammenbruch des Kaiserreichs im Dezember 1918 in den einstweiligen Ruhestand versetzt. Er widmete sich der Verwaltung seiner Güter und verlegte im September 1939 seinen Wohnsitz nach Argentinien.
Für den Putsch von Major Gualberto Villarroel López gegen General Enrique Peñaranda del Castillo am 20. Dezember 1943 holte sich wenige Wochen vorher Víctor Paz Estenssoro im Haus von Karl von Luxburg in Ramos Mejía bei Edelmiro Julián Farrell und Manuel A. Fresco 5 Millionen USD ab.
1955 übergab Karl Graf von Luxburg Schloss Aschach bei Bad Kissingen mit allem Inventar als Geschenk an den Bezirk Unterfranken zur Einrichtung eines Schlossmuseums. Das Graf-Luxburg-Museum wurde am 21. Juni 1957 eröffnet.

## Luxburg-Affäre
Am 2. Februar 1917 teilte Karl Graf von Luxburg dem argentinischen Außenminister Carlos A. Becú in einem Brief mit, dass seine Regierung den uneingeschränkten U-Boot-Krieg erklärt hatte und dass sich dieser auch gegen Schiffe unter der Fahne neutraler Nationen richtet, welche sich innerhalb einer vom Deutschen Reich verhängten Blockadezone befinden.
Am 4. April 1917 wurde das argentinische Handelsschiff Monte Protegido von einem deutschen U-Boot versenkt. Die Reichsregierung ließ übermitteln, sie bedaure den Vorfall, und sagte einen Schadensersatz zu. Im Juni 1917 versenkte ein deutsches U-Boot die argentinische Torro. Die argentinische Regierung protestierte, die deutsche Regierung bedauerte und sagte Schadensersatz zu.
US-Außenminister Lansing ließ am 9. September 1917 in der Zeitung „EL ARGENTINO“ im Partido de General Madariaga
Telegramme veröffentlichen, welche Room 40 von Luxburg mitgeschrieben hatte:

„Hiesige Regierung hat die deutschen und österreichischen Schiffe, welche bisher unter Bewachung standen, freigegeben. Als Folge der Regelung des Falles der Monte Protegido hat
sich ein großer Wandel in der Öffentlichen Meinung eingestellt. Die Regierung bucht die argentinischen Schiffe in Zukunft nur noch bis Las Palmas.
Ich bitte Ihre Exzellenz, dass die kleinen Schiffe Orán und Guazú, 31. Januar Datum des Auslaufens, 300 Tonnen, welche sich Burdeos mit dem Vorsatz, die Fahne zu wechseln, nähern,
sollten wenn möglich vorbei gelassen werden, wenn nicht versenkt werden, ohne Spuren zu hinterlassen.“

„Mir ist durch eine sichere Quelle bekannt geworden, dass der Übergangs-Außenminister, ein bekanntes Maultier und Anglophil, in einer nichtöffentlichen Sitzung des Senates erklärt hat, dass Argentinien von Berlin die Zusage verlangen wird, keine weiteren argentinischen Schiffe zu versenken.
Falls sie dies nicht akzeptieren würden, würden die Beziehungen abgebrochen. Ich empfehle ablehnen, und falls erforderlich die Mediation von Spanien suchen“

„Bis auf weiteres keine sichtbaren Zugeständnisse auf die argentinische Note machen. Ein Wechsel im Ministerium ist wahrscheinlich.
In Bezug auf die argentinischen Schiffe empfehle ich, sie zum Umkehren zu zwingen, sie ohne Spuren zu versenken oder passieren zu lassen. Sie sind allesamt sehr klein.“

Anfang September 1917, nach dem Erscheinen der Telegramme, wurde versucht, den Club Alemán in der Avenida Córdoba in Brand zu stecken, die deutsche Zeitung La Union und die Deutsche Botschaft mit Steinen beworfen. Außenminister Honorio Pueyrredón erklärte Graf Luxburg zur Persona non grata und stellte ihm ein Laissez passer zur Grenze aus und zu. Karl Graf von Luxburg begab sich mit einem Mercedes-Benz nach Süden. In den Zeitungen wurde vermutet, er hätte sich über eine Telefunkenstation ein Schiff zum Abholen gerufen. Die Royal Navy enterte in diesem Zusammenhang einen spanischen Dampfer und durchsuchte ihn. Luxburg war auf dem Anwesen La Germania auch als Los Manzanares de Rappard y Kunn bezeichnet, als ihn dort Colonel Vidal am 9. Oktober 1917 stellte und gab sein Ehrenwort, sich auf dem Kommissariat bei Vidal zu stellen. Am frühen Morgen des 11. Oktober 1917 begab sich Comisario Almada aus General Madariaga in seinem Sulky auf die Estancia La Merced, welche sich im Eigentum der Familie Serantes Lezica, 40 km südwestlich von General Madariaga befand, um Hinweisen nachzugehen, dass sich Luxburg dort befand.
Luxburg wurde dort im südlichen Teil der Provinz Buenos Aires verhaftet und in ein Internierungslager auf der Isla Martín García gebracht.
Richard von Kühlmann räumte die Autorenschaft von Luxburg ein, stellte ihren Inhalt aber als Luxburgs rein persönliche Vorstellungen dar, welche keinen Einfluss auf die Entscheidungen und Zusagen der Reichsregierung gehabt hätten.
Am 9. Mai 1918 konnte Luxburg aus Argentinien abreisen. 